# Damphu
Damphu est le siège administratif et la capitale du dzongkhag de Tsirang, au Bhoutan. Il est situé sur la route nord-sud reliant Wangdue Phodrang à Sarpang et Gelephu à la frontière avec l'Inde. Il contient le Tsirang Dzong.
Au recensement de 2005, sa population était de 1 666 habitants.